# Липова Алея (заповідне урочище)
Ли́пова Але́я — заповідне урочище місцевого значення в Україні. Розташоване в межах Сумського району Сумської області, на західній околиці міста Лебедин. 

## Опис
Площа — 5,5 га. Статус надано 28.07.1970 року. Перебуває в користуванні ДП «Лебединський лісгосп» (Українське лісництво, кв. 32, діл. 24-25). 
Охороняється ділянка кленово-липово-дубового лісу природного походження з липовою алеєю штучного походження. Вік найстаріших дубів — близько 240 років, лип — 120—130 років. 
В урочищі мешкає близько 30 видів тварин, що підпадають під охорону Бернської конвенції, зокрема: вухань бурий, вухань звичайний, яструб великий, дятел великий строкатий, дятел малий, крутиголовка, щеврик лісовий, волове очко, вільшанка, соловейко східний, кропив'янка чорноголова, вівчарик-ковалик, вівчарик жовтобровий, мухоловка сіра, мухоловка-білошийка, мухоловка мала, синиця довгохвоста, синиця велика, синиця блакитна, гаїчка болотяна, повзик, підкоришник звичайний, вівсянка звичайна, щиглик, зеленяк, костогриз, зяблик, іволга, жаба гостроморда. Також трапляється жук-олень, занесений до Червоної книги України. 
Територією урочища проводяться природознавчі навчальні екскурсії для учнів.

## Галерея

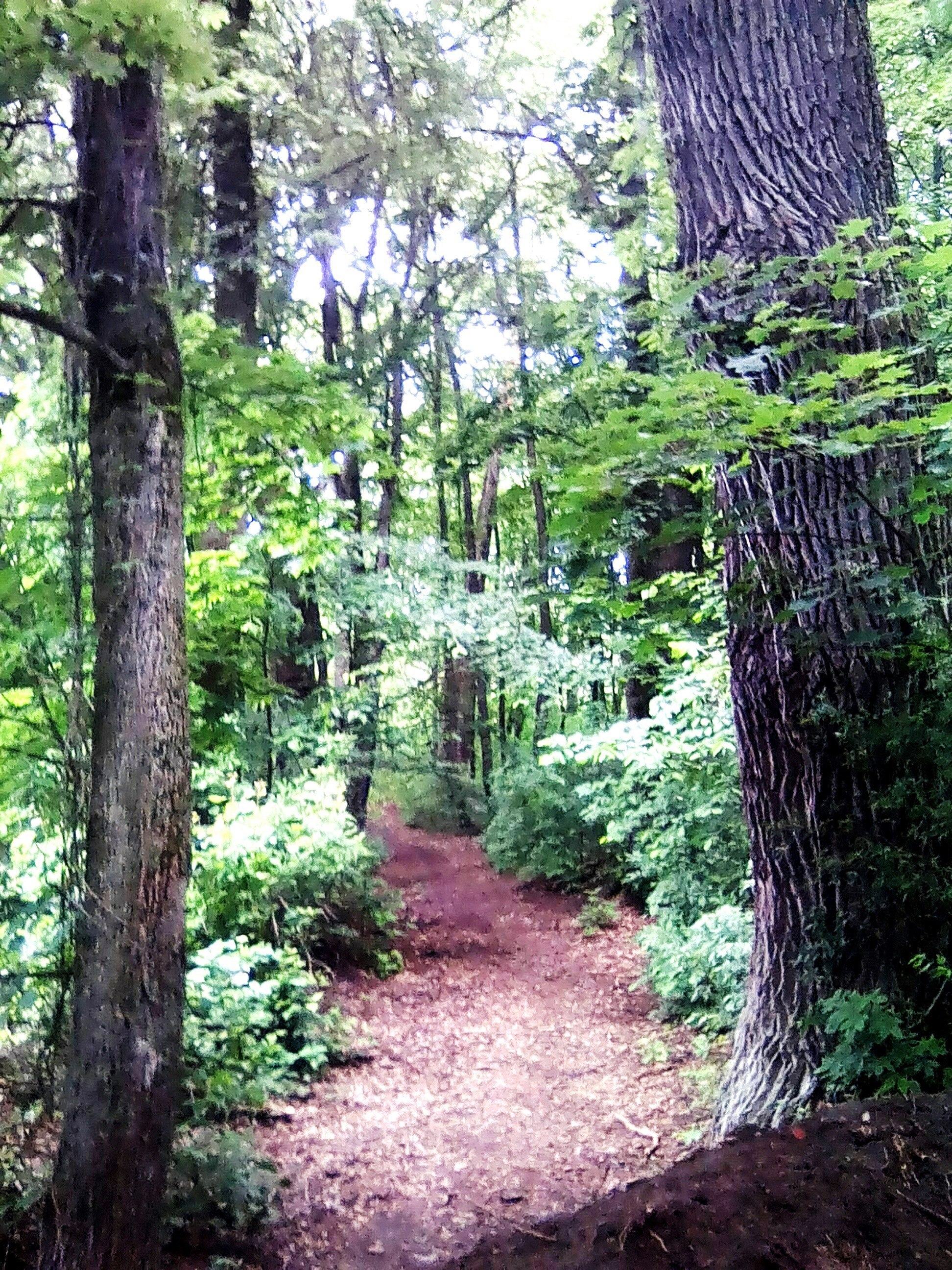
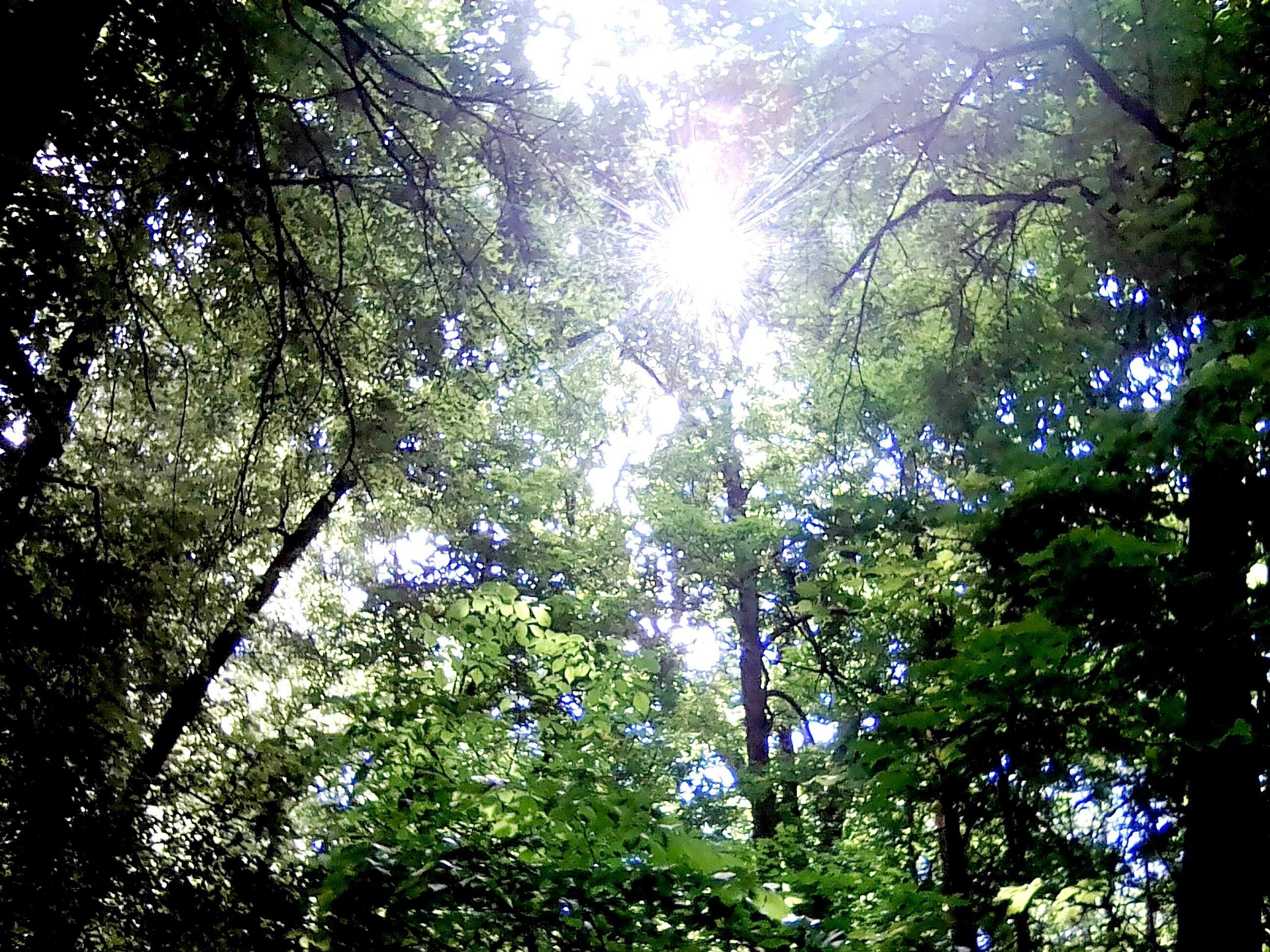
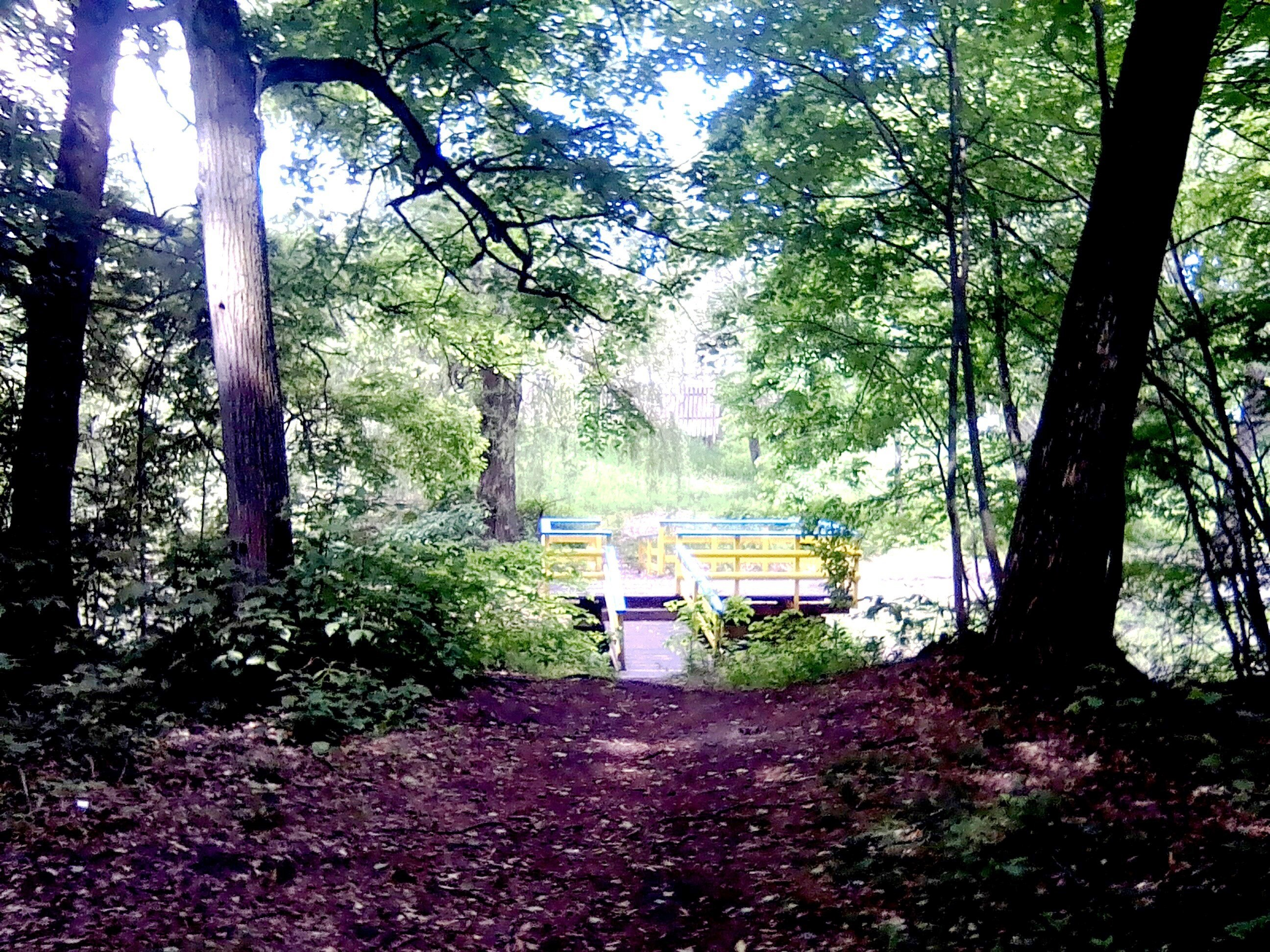
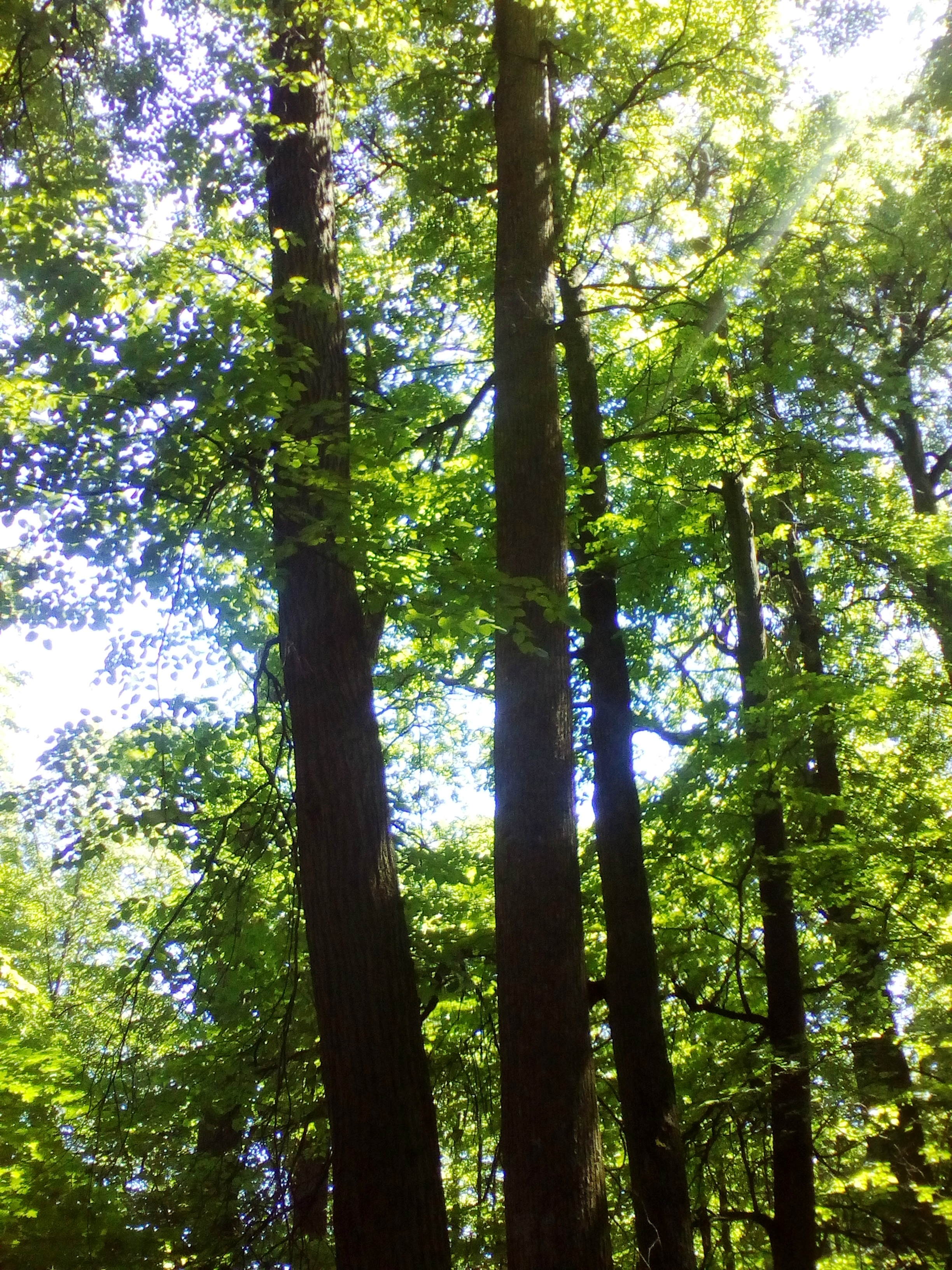